# 张士平
张士平（1946年11月25日—2019年5月23日），山东邹平人，汉族，中华人民共和国企业家、政治人物，魏桥创业集团董事长、第十二届全国人民代表大会山东地区代表。

## 生平
毕业于安徽财贸学院企业管理专业。1976年6月加入中国共产党。1998年、2003年、2013年，担任全国人大代表。
2019年5月23日于山东省邹平市去世。